# Isabel Peterhans
Isabel Peterhans (* 1986 in Baden) ist eine Schweizer Comiczeichnerin und Grafikerin.

## Leben und Werk
Peterhans hat an der Hochschule Luzern Illustration studiert und lebt in Kriens. Zwischen Februar und Mai 2012 veröffentlichte sie auf ihrem Blog ‘’Yallabyebye’’ gezeichnete und gemalte Anekdoten ihres Aufenthalts in Jerusalem. Dabei liess sie Israelis, Palästinenser und ausländische Studenten zu Wort kommen. Der Blog konnte „reges Interesse verzeichnen“.
2010 wurde ihr Animationsfilm ‘’Wasser” (mit Naomi Bühlmann) am Comicfestival BD-fil in Lausanne gezeigt. 2012 schuf sie ein Wandbild für die Fusta Krippe in Aarau.
2014 erschienen die «Bloggeschichten Yallabyebye» in Buchform bei der Edition Moderne Peterhans «porträtiert Menschen und Orte mit naivem Strich und leuchtenden Farben. Heraus kommt ein Kaleidoskop von Lebenswirklichkeiten», so die Badische Zeitung. „Ein Stadtrundgang der andern Art“, meint 041 Kulturmagazin.

## Ausstellungen und Preise
- 2014: Ausstellung am Comicfestival Fumetto in Luzern[6]
- 2012: Förderpreis der Stiftung Zeugindesign (für Diplomarbeit “Yallabyebye”)
- 2012: Werkschau, Diplomausstellung in der Messe Luzern
- 2010: Die Illu-Klasse stellt aus, Gruppenausstellung in der Krone, Aarau
- 2010: Die Welt hat ein Knall, Gruppenausstellung im Erfrischungsraum, Luzern

## Veröffentlichungen
- Yallabyebye. Bloggeschichten aus Jerusalem. Edition Moderne, Zürich, 2014, ISBN 978-3-03731-121-9.